# Donny van de Beek
Donny van de Beek (* 18. April 1997 in Nijkerk) ist ein niederländischer Fußballspieler. Der Mittelfeldspieler steht seit Mitte 2024 beim FC Girona unter Vertrag.

## Karriere

### Vereine
Donny van de Beek wuchs in Nijkerkerveen in der Provinz Gelderland auf und spielte als Kind sowie Jugendlicher bei Veensche Boys.

### Ajax Amsterdam

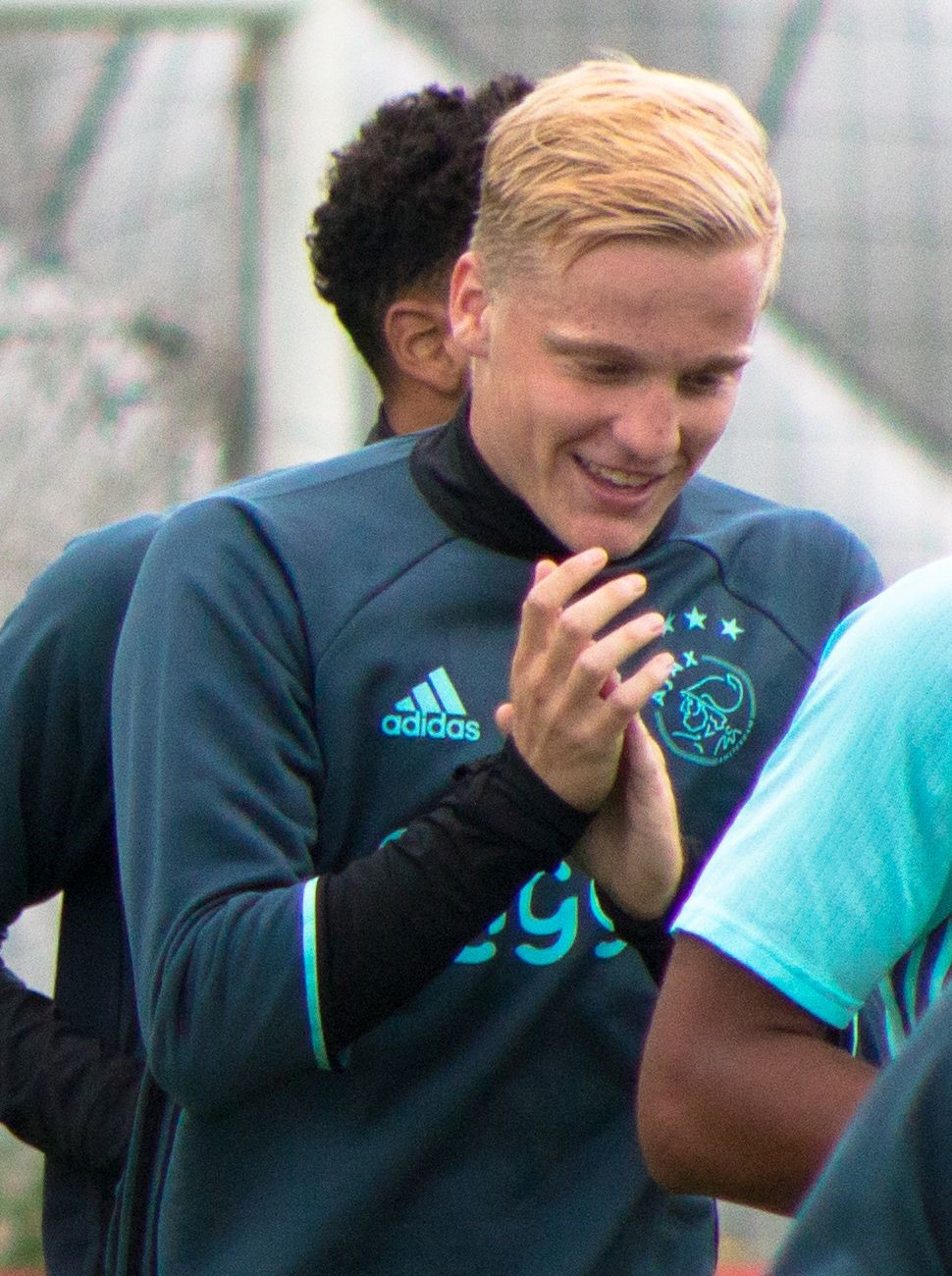
Donny van de Beek (2016)

In der D-Jugend wechselte er in die Nachwuchsakademie von Ajax Amsterdam. Während der Winterpause der Saison 2014/15 nahm van de Beek am Trainingslager der Profimannschaft in Katar teil und unterzeichnete währenddessen einen Vertrag mit einer Laufzeit bis 2018, den er Ende Januar 2015 verlängerte. Sein erstes Spiel im Profifußball absolvierte Donny van de Beek bei der 0:6-Niederlage im Auswärtsspiel am 25. Januar 2015 in der zweiten niederländischen Liga gegen Sparta Rotterdam. Zum Ende der Saison 2014/15 wurde er zum Talent der Zukunft gewählt.
Nachdem er in der Saisonvorbereitung am Trainingslager der Profis in Österreich teilgenommen hatte, spielte Donny van de Beek am 26. November 2015 im Gruppenspiel in der UEFA Europa League 2015/16 gegen Celtic Glasgow erstmals in einem Pflichtspiel für die Profimannschaft. Drei Tage später absolvierte er beim 2:0-Auswärtssieg gegen PEC Zwolle in der Eredivisie. Sein erstes Tor für die Profis in einem Pflichtspiel schoss er am 10. Dezember 2015 beim 1:1-Unentschieden in der Gruppenphase der Europa League gegen Molde FK. Nach dem Abgang von Yaya Sanogo und dem Karriereende von John Heitinga wurde Donny van de Beek endgültig in die Profimannschaft übernommen. In der Saison 2016/17 war er unter Trainer Peter Bosz, der im Sommer 2016 auf Frank de Boer gefolgt war, Ersatzspieler, in der Europa League kam er zu zehn Einsätzen, darunter im Finale gegen Manchester United (0:2). In der Saison darauf erkämpft er sich einen Stammplatz unter dem Nachfolger des zu Borussia Dortmund abgewanderten Bosz und kam in 34 Pflichtspielen elf Tore, allerdings verpasste er mit Ajax Amsterdam die Qualifikation für die UEFA-Wettbewerbe, nachdem man in den Play-offs zur UEFA Europa League 2017/18 gegen Rosenborg BK ausschied. Während dieser Saison galt er als Nachfolger des zum FC Everton abgewanderten Davy Klaassen. Zu Beginn der Spielzeit 2018/19 verlor er seinen Stammplatz, eroberte sich allerdings diesen auch dank des niederländischen Bondscoaches Ronald Koeman zurück. Ajax Amsterdam qualifizierte sich zum ersten Mal seit der Saison 2014/15 für die Gruppenphase der UEFA Champions League und erreichte auch dank drei Treffern von van de Beek das Halbfinale, in der die Amsterdamer gegen Tottenham Hotspur ausschieden. National gewann Ajax Amsterdam das Double aus niederländischer Meisterschaft und dem KNVB-Beker.

### Manchester United
Zur Saison 2020/21 wechselte van de Beek in die Premier League zu Manchester United und unterschrieb dort einen Vertrag bis zum 30. Juni 2025 mit der Option auf ein weiteres Jahr. Zu Ehren seines ehemaligen Mitspielers und Freundes Abdelhak Nouri wählte er die Rückennummer 34, die Nouri bei Ajax Amsterdam bis zu einem im Testspiel erlittenen Herzstillstand zuletzt getragen hatte.

### Eintracht Frankfurt
Zu Jahresbeginn 2024 wechselte van de Beek bis Saisonende auf Leihbasis zum Bundesligisten Eintracht Frankfurt, der sich zudem eine Kaufoption sicherte, diese jedoch nicht zog. Van den Beek kam über die Rolle des Ergänzungsspielers nicht hinaus und absolvierte nur acht Pflichtspiele, keines über die volle Spielzeit.

### FC Girona
Mitte 2024 wechselte van de Beek von Manchester United zur spanischen Überraschungsmannschaft des FC Girona.

### Nationalmannschaft
Van de Beek spielte für nahezu alle niederländischen Nachwuchs-Nationalmannschaften. Mit der U17-Nationalmannschaft nahm er 2014 an der Europameisterschaft teil, in der die Niederlande erst im Finale an England scheiterte; in allen Spielen kam er zum Einsatz. Bei der U19-Europameisterschaft 2015 gehörte er nicht dem Kader an, kam jedoch in einigen Qualifikationsspielen zum Einsatz. Von 2016 bis 2017 spielte er für die U20- und auch für die U21-Nationalmannschaft. Am 14. November 2017 debütierte er in der A-Nationalmannschaft, die das Test-Länderspiel gegen die Nationalmannschaft Rumäniens mit 3:0 in Bukarest gewann.

## Titel
Niederlande
- Meister: 2019
- Pokalsieger: 2019
- Supercupsieger: 2019

England
- Ligapokalsieger: 2023